# Hoplostethus marisrubri
Hoplostethus marisrubri är en fiskart som beskrevs av Kotlyar, 1986. Hoplostethus marisrubri ingår i släktet Hoplostethus och familjen Trachichthyidae. IUCN kategoriserar arten globalt som otillräckligt studerad. Inga underarter finns listade i Catalogue of Life.